# Приозёрный (Новгородская область)
Приозёрный — посёлок в Валдайском районе Новгородской области. Входит в состав Костковского сельского поселения.

## География
Деревня находится на расстоянии 18 км к северо-западу от города Валдай, административного центра района.

### Часовой пояс
Посёлок Приозёрный, как и вся Новгородская область, находится в часовой зоне МСК (московское время). Смещение применяемого времени относительно UTC составляет +3:00.

## Население
| 2010 |
| ---- |
| 322  |